# کوساناتس آناپات
کوساناتس آناپات (ارمنی: Կուսանաց անապատ (Ոսկանապատ) (Կուսանաց Սուրբ Աստվածածին անապատ)؛ ) یک کلیسا متعلق به کلیسای حواری ارمنی واقع در شهر ووسکاناپات، جمهوری خودمختار نخجوان جمهوری آذربایجان می‌باشد. ساخت و ساز این ساختمان در ۱۶۸۵ میلادی به پایان رسید. این بنا به سبک معماری ارمنی طراحی شده‌است.